# Johann Nepomuk Krieger
Johann Nepomuk Krieger (Unterwiesenbach, Baviera (Alemania), 4 de febrero de 1865 – San Remo, Italia, 10 de febrero de 1902) fue un dibujante y selenógrafo alemán.

## Semblanza

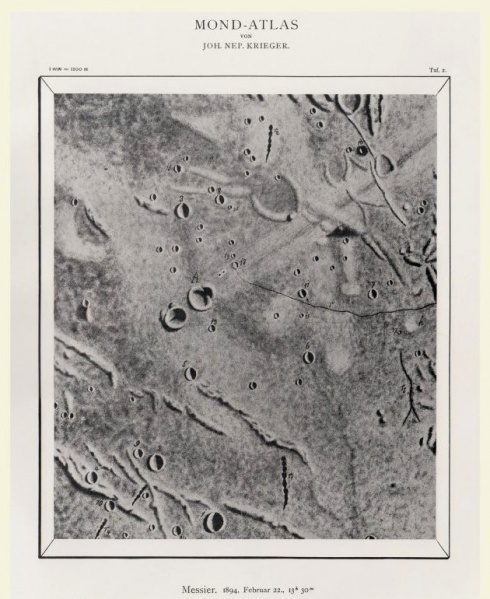
Lámina del Mond Atlas (entorno del cráter Messier).

Krieger nació en el Reino de Baviera, hijo de un maestro cervecero. Se interesó por la astronomía desde muy joven, aunque solo pudo acudir a la escuela hasta que cumplió 15 años, cuando salió del hogar familiar. Aun así, recibió posteriormente una herencia, que utilizó para construir un observatorio en los suburbios de Múnich, inspirado por el director del Observatorio de Colonia, Hermann Klein, convirtiendo el estudio y la observación de la Luna en el trabajo de su vida.
Krieger decidió crear un mapa definitivo de la Luna. Para ello, obtuvo una serie de negativos de baja resolución de la superficie lunar que habían sido tomados desde el Observatorio Lick y desde el Observatorio de París. Amplió estas imágenes y las utilizó para dotar de exactitud posicional a sus dibujos. Realizó sus ilustraciones de la Luna con carboncillo, lápiz de grafito, y tinta. El resultado obtenido fue superior a todos los mapas lunares anteriormente producidos por su exactitud y nivel de detalle, y sus mapas de la Luna continúan siendo considerados como auténticas obras de arte.
Vivió lo suficiente como para poder ver publicadas sus primeras 28 láminas en el volumen 1 de su "Mond Atlas". Sin embargo, su salud se había resentido (posiblemente debido a sus largas noches de trabajo con su telescopio), y sus dibujos y croquis restantes fueron publicados póstumamente en un segundo volumen por el selenógrafo austríaco Rudolf König, aproximadamente en los 10 años que siguieron a su muerte.

## Eponimia
- El cráter lunar Krieger lleva este nombre en su honor.[2]
- El Pia Sternwarte (Observatorio Pia) de Trieste, debe su nombre a Pia, la mujer del astrónomo,[3] al igual que el asteroide (614) Pia, que conmemora el observatorio.